# حاتم جبارلي
حاتم جبارلي (27 ديسمير عام 1969، قرية رحيمعباد، زنغيباسار، جمهورية أرمينيا الاشتراكية السوفيتية) – عالم أذربيجاني، دكتوراه في العلوم السياسية.

## سيرته
ولد حاتم جبارلي في قرية رحيمعباد لمدينة زنغيباسار بجمهورية أرمينيا في 27 ديسمير عام 1969.
أكمل دراسته الثانوية في مدرسة قرية قاراغيشلاغ (الصداقة) التي تحمل إسمه جليل ممادقولوزاده بين 1976-1986.
أدى جبارلي حاتم خدمته العسكية الجيش السوفيتي بين 1988-1990.
من 1991 إلى 1993 شارك حاتم جبارلي طوما في العمبيات الحربية من أجل وحدة أراضي أذربيجان. و هو محارب لحرب قراباغ الأولى.
تخرج جبارلي من كلية العلاقات الدولية لجامعة باكو الحكومية في عام 1997 و أكمل دراسته بدرجة ماجيستير من مهعد العلوم لاجتماعية بجامعة أنقرة.
حصل على درجة الدكتوراه في العلوم السياسية من جامعة غازي في تركيا في عام 2008.
بين 2001-2005 عمل حاتم جبارلي كخبير في جنوب القوقاز (أرمينيا) في المركز الأوراسي للدراسات الاستراتيجية في أنقرة.
ونشرت عدة مقالات وتحليلات في أذربيجان وتركيا و الصحافة الإقليمية.
في عام 2015، حصل حاتم جبارلي مستشار الدولة على الدرجة الثالثة بأمر من رئيس جمهورية أذربيجان إلهام علييف.
هو يجيد التركية والروسية والأرمينية والإنجليزية. هو متزوج لديه نجلين.

## نشاطه العلمي
- الأرمينية [3] - نشر مركز الدراسات الإستراتيجية التابع لرئيس جمهورية أذربيجان، باكو، أذربيجان، 2015
- الأحزاب والفاعلون السياسيون في أرمنيا - نشر مركز الدراسات الإستراتيجية التابع لرئيس جمهورية أذربيجان
- السياسة الخارجية لأرمينيا. باكو، أذربيجان، 2015
- صراع السلطة في أرمينيا 1991-2013. تركيا، أنقرة، 2005
- العلاقات بين أرمينيا وروسيا بعد استقلال أرمنيا